# Amt Creuzburg
Amt Creuzburg is een gemeente in de Duitse deelstaat Thüringen, en maakt deel uit van de Wartburgkreis. Amt Creuzburg telt 4.705 inwoners.
Amt Creuzburg is op 1 januari 2020 ontstaan uit de voormalige stad Creuzburg en de voormalige gemeenten Ebenshausen en Mihla. Op 1 januari 2024 ging ook Frankenroda op in Amt Creuzburg.
In het Amt Creuzburg bevindt zich de zetel van het gemeentelijk samenwerkingsverband Hainich-Werratal.

## Naam
De naam Amt Creuzburg is gebaseerd op het historische Amt Creuzburg in het hertogdom Saksen-Eisenach, hoewel de naam Amt hier volgens de lokale wetgeving geen betekenis heeft.

## Geografie
Het grondgebied van het Amt Creuzburg ligt in het westen van Thüringen tussen de landschappen van de Ringgau in het westen en de Hainich in het oosten. In het zuiden beginnen de uitlopers van het Thüringerwoud en in het noorden ligt het Eichsfeld. Amt Creuzburg wordt van zuid naar noord doorkruist door de Werra. Het opvallende doorbraakdal van de Werra tussen Creuzburg en Buchenau met de aangrenzende natuurgebieden Klosterholz en Nordmannssteine en Ebenauer Kopf en Wisch karakteriseert het landschap.
De stad grenst aan de volgende steden en gemeenten: Bad Langensalza, Eisenach, Herleshausen, Kammerforst, Krauthausen, Lauterbach, Nazza, Unstrut-Hainich en Treffurt.
Amt Creuzburg bestaat uit de volgende zes ortsteilen (woonkernen): Buchenau, Creuzburg, Ebenshausen, Frankenroda, Mihla en Scherbda. Amt Creuzburg omvat ook het voormalige kloosterdomein Wilhelmsglücksbrunn, de kleine nederzettingen Ebenau, Freitagszella en Hahnroda en het landgoed Probsteizella.

## Foto's

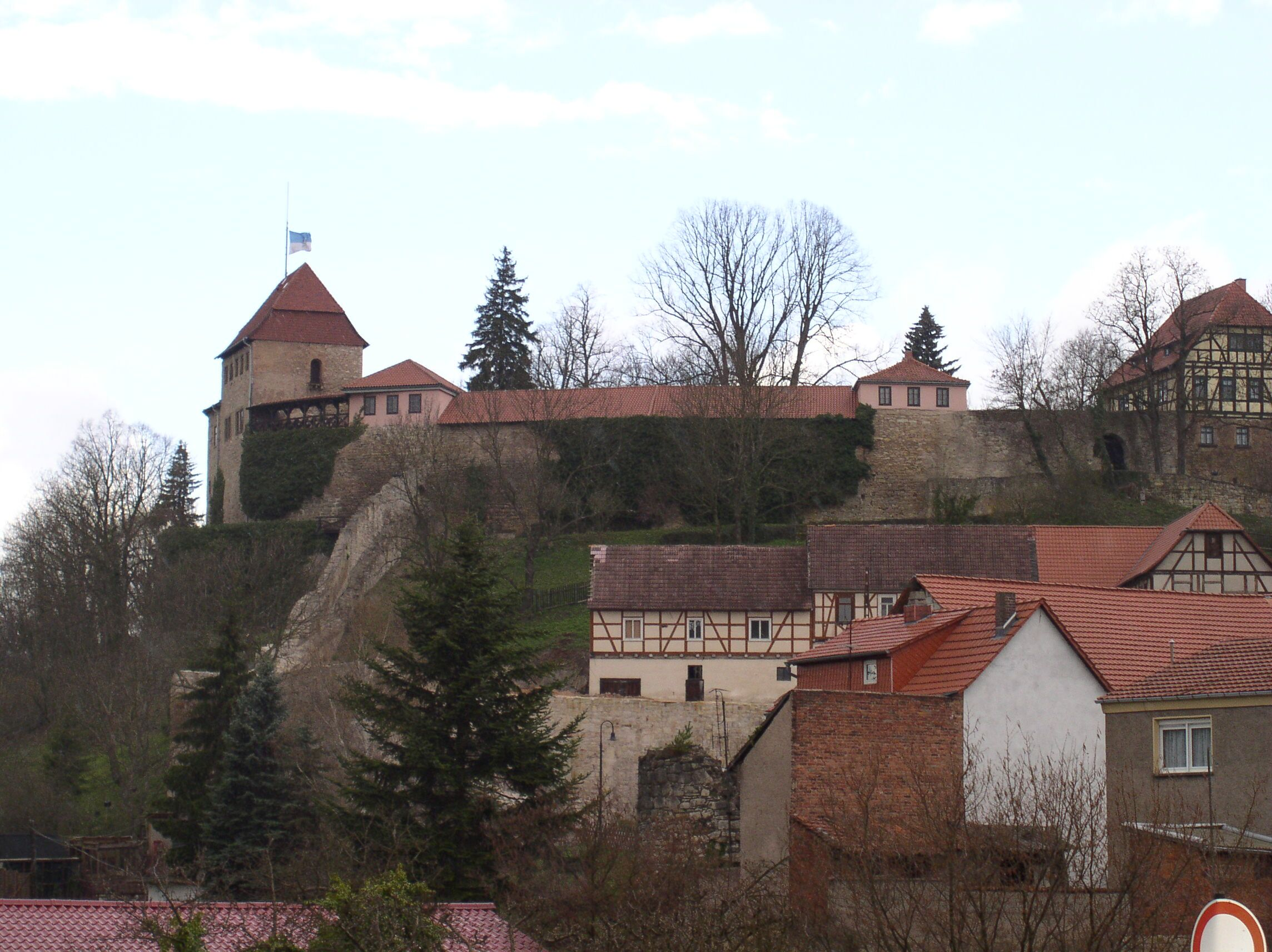
De burcht van Creuzburg
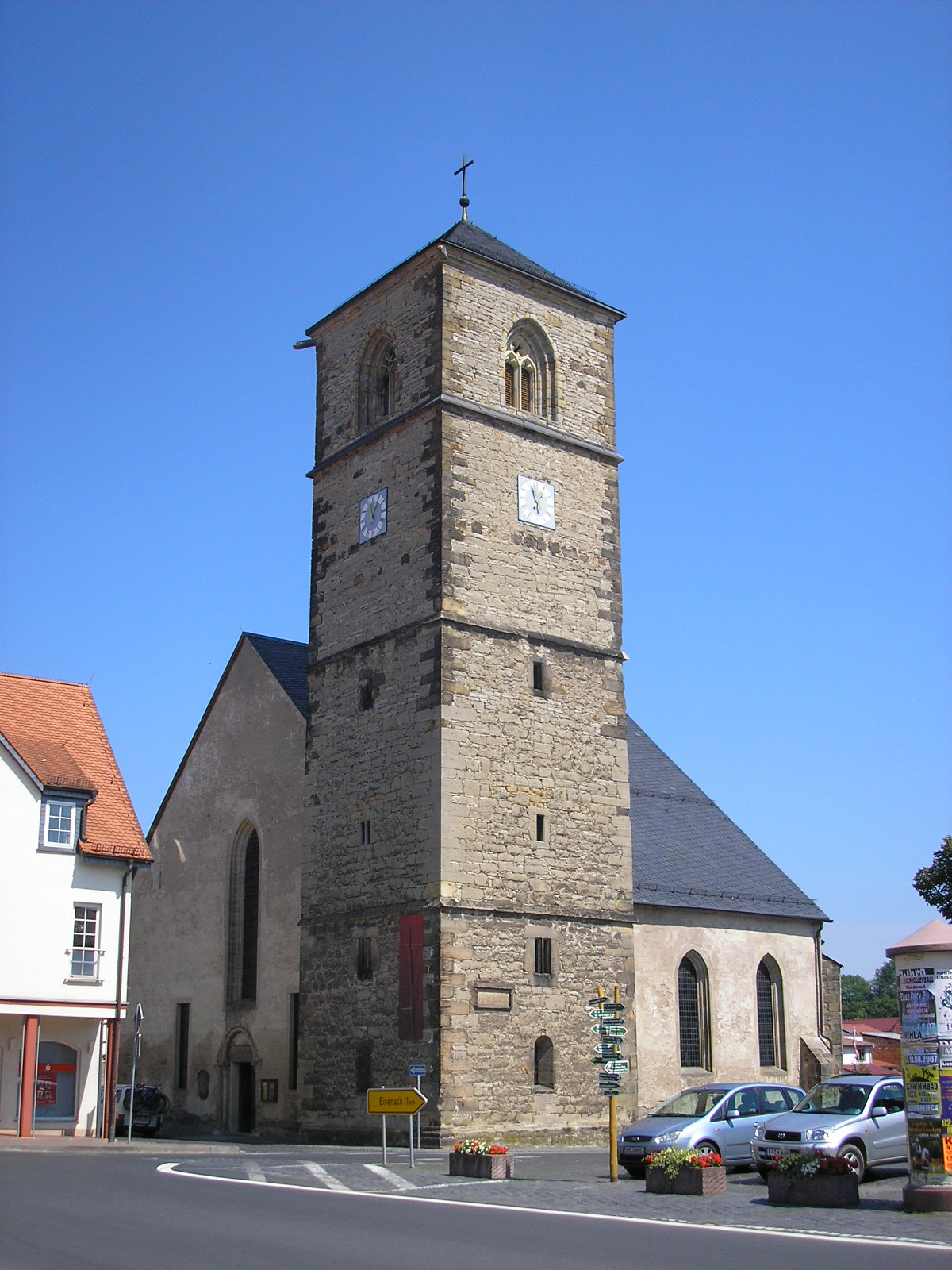
De stadskerk in Creuzburg
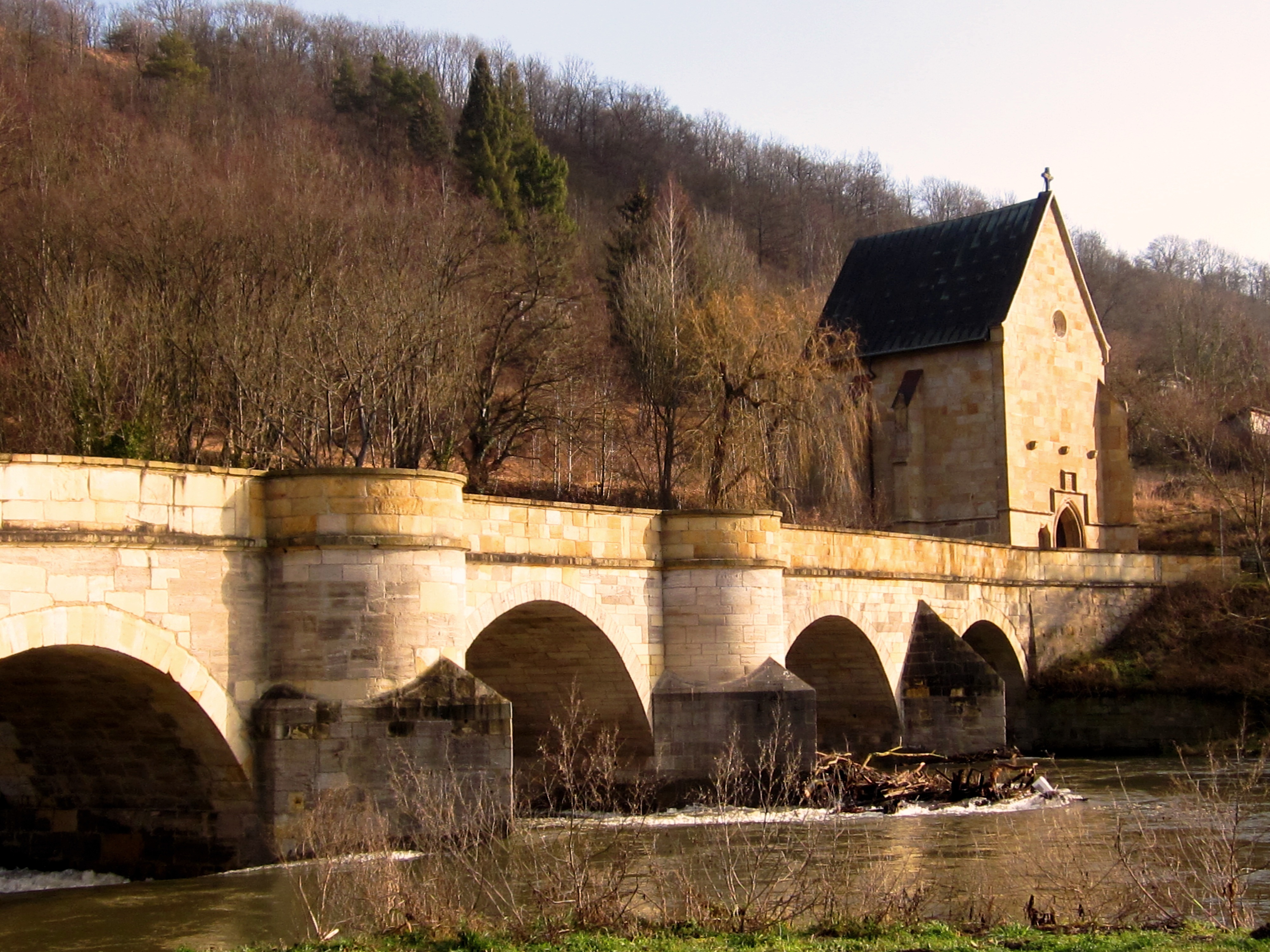
De Werrabrücke en de Liboriuskapelle
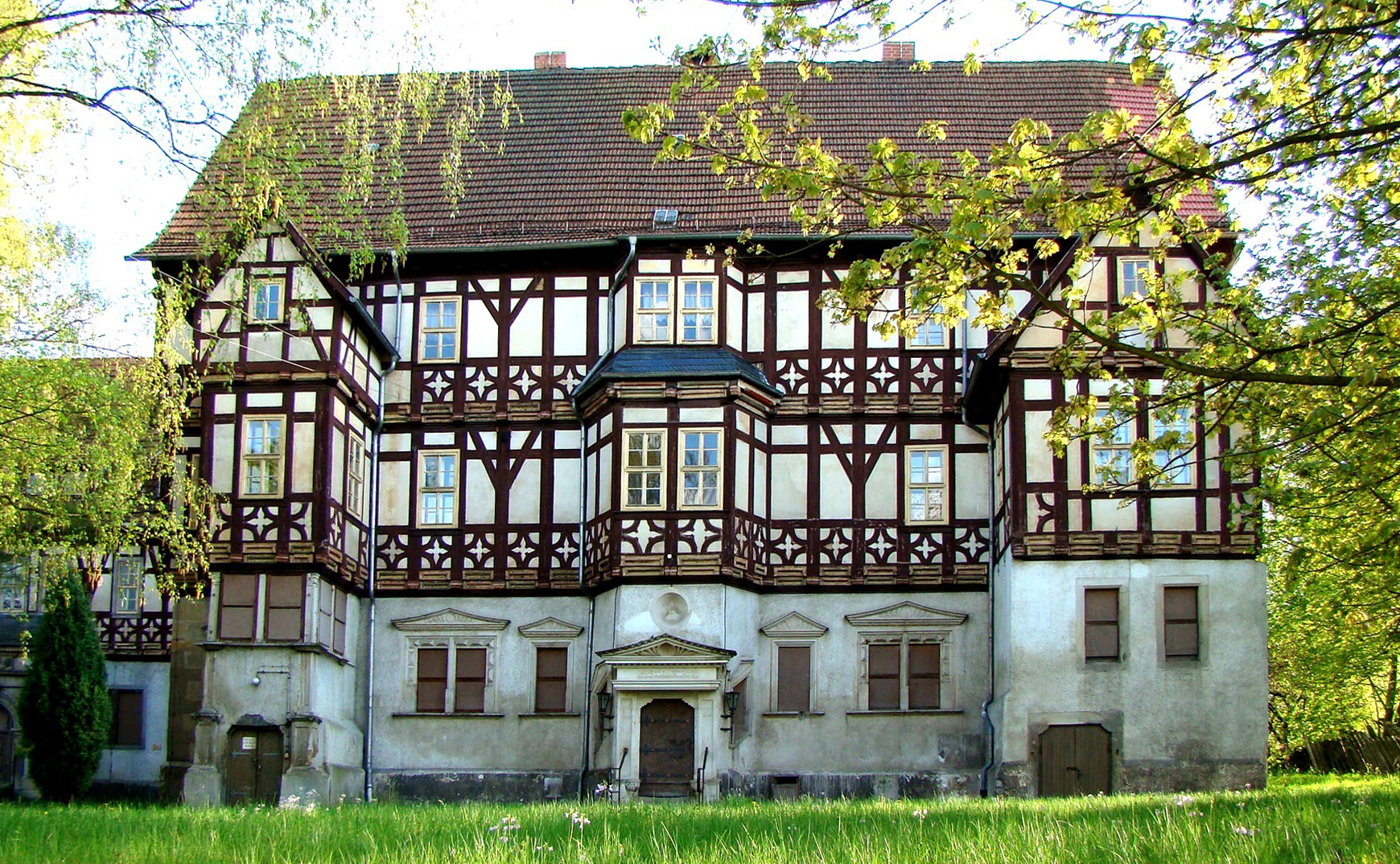
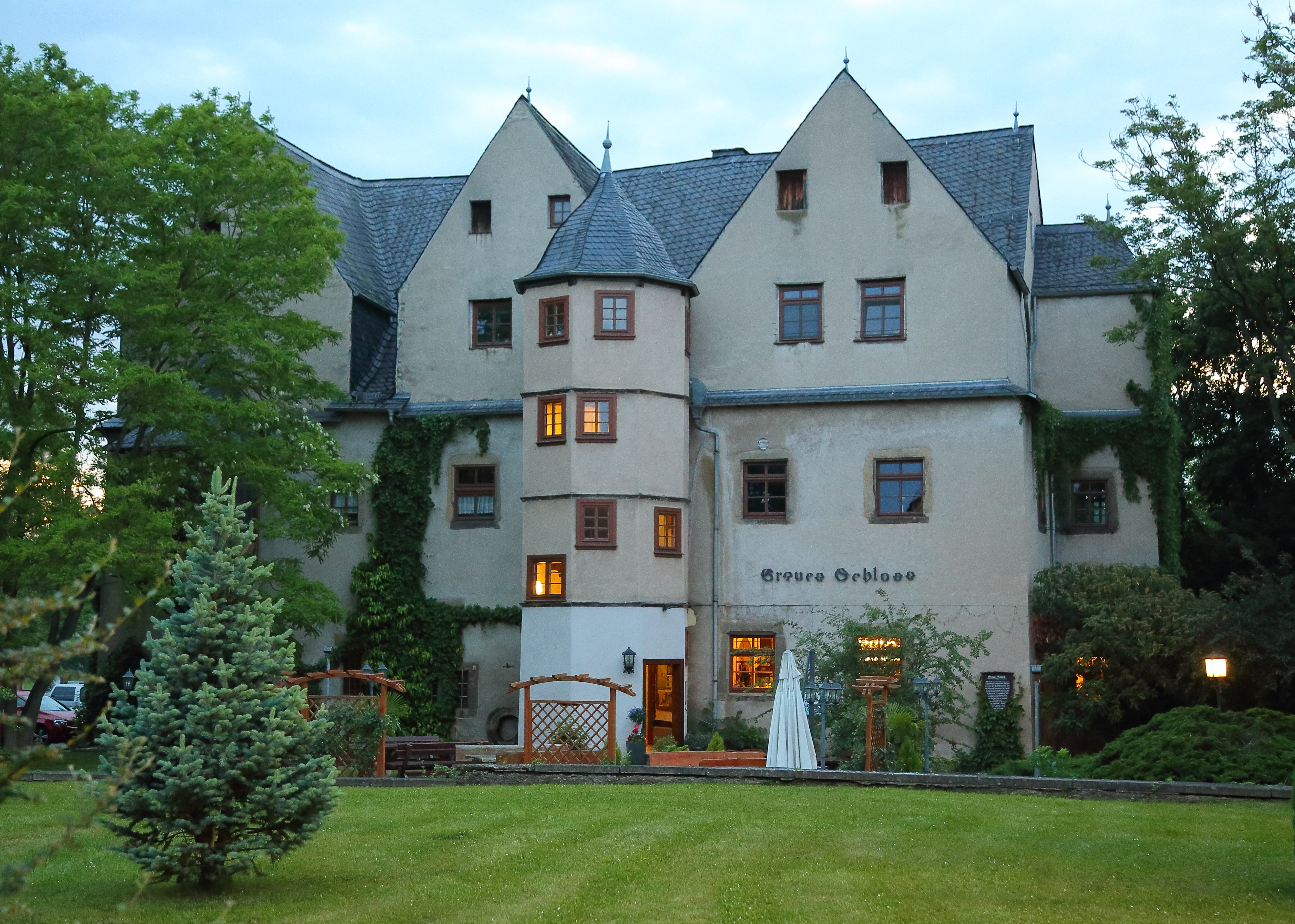

Amt Creuzburg ·
Bad Liebenstein ·
Bad Salzungen ·
Barchfeld-Immelborn ·
Berka v. d. Hainich ·
Bischofroda ·
Buttlar ·
Dermbach ·
Eisenach ·
Empfertshausen ·
Geisa ·
Gerstengrund ·
Gerstungen ·
Hörselberg-Hainich ·
Kaltennordheim ·
Krauthausen ·
Krayenberggemeinde ·
Lauterbach ·
Leimbach ·
Nazza ·
Oechsen ·
Ruhla ·
Schleid ·
Seebach ·
Treffurt ·
Unterbreizbach ·
Vacha ·
Weilar ·
Werra-Suhl-Tal ·
Wiesenthal ·
Wutha-Farnroda